# Breutelia roemeri
Breutelia roemeri là một loài rêu trong họ Bartramiaceae. Loài này được M. Fleisch. mô tả khoa học đầu tiên năm 1911.